# Viktor Shvetsov
Viktor Shvetsov, né le 22 juin 1969 à Odessa, est un arbitre de football ukrainien. Il est licencié à la FIFA depuis 2008.

## Biographie
Viktor Shvetsov arbitre ses premiers matches de championnat ukrainien en 2005. Trois ans plus tard, il est nommé arbitre international par la FIFA.
En juillet 2009, il officie pour la première fois lors d'un match européen, en Ligue Europa. L'année suivante, il arbitre son premier match de Ligue des Champions et fait ses débuts au niveau international lors du match Moldavie - Géorgie.
En décembre 2011, il est choisi en tant que quatrième arbitre pour participer au championnat d'Europe 2012.